# Vintilă Ivănceanu
Vintilă Ivănceanu (* 26. Dezember 1940 in Bukarest; † 7. September 2008 in Essaouira, Marokko) war ein österreichischer Theaterregisseur und Schriftsteller der Wiener Postmoderne rumänischer Herkunft.
Ivănceanu wuchs in Rumänien auf. Er studierte Theaterwissenschaften in Bukarest, Berlin und Wien; seit 1970 lebte er in Wien. Ivănceanu war Gründer des Rhombus-Verlag, Schriftsteller, Regisseur, Radfahrer und Kulturwissenschaftler in Wien. Sein Buch aus erschien 1970 im Suhrkamp Verlag, seine weiteren Bücher (wie Sodom) im Rhombos-Verlag und im Passagen Verlag. Als Theater-Regisseur inszenierte er unter anderem Warten auf Godot von Samuel Beckett, Die Reichsgründer oder das Schmürz von Boris Vian und Himmel oder Scheisse von Fernando Arrabal. Er war Anhänger der Dekonstruktion im Sinn der Wiener Postmoderne.
Ivănceanu war verheiratet mit der Wissenschaftlerin und Nachhaltigkeitsforscherin Heidi Dumreicher. Ihre Kinder sind die Filmemacherin und Wissenschaftlerin Ina Ivanceanu und der Filmproduzent Alexander Dumreicher-Ivanceanu.

## Werke (Regie)
- Die Volksoper Gert Jonke/Dieter Kaufmann, Ensemble Hortus Musicus Klagenfurt, Wiener Festwochen 1984
- Die Reise ins Paradies Dieter Kaufmann, Ensemble Hortus Musicus, Woche der Begegnung, Klagenfurt 1986
- Faust III. Teil. Eine merkwürdige Fortsetzung, Wien 1987

## Werke (Literatur)
- Kunst.Klang.Krieg, Passagen Verlag, Wien 2008, ISBN 978-3-85165-857-6.
- Ausgewählte Gedichte, Passagen Verlag, Wien 2005, ISBN 978-3-85165-695-4.
- Begra. Gedichte, Passagen Verlag, Wien 2003, ISBN 978-3-85165-436-3.
- Mahura oder die Weltschöpfung in fünf Tagen, Passagen Verlag, Wien 2002, ISBN 978-3-85165-536-0.
- Aktionismus all inclusive, Passagen Verlag, Wien 2001, ISBN 978-3-85165-510-0.
- Triebwerk Arkadien. 1899/1999 zweimal Fin de Siècle, Passagen Verlag, Wien 1999, ISBN 978-3-85165-370-0.
- ZeroKörper. Der abgeschaffte Mensch, Passagen Verlag, Wien 1997, ISBN 978-3-85165-268-0.
- MS, Rhombus-Verlag, Wien, 1980, ISBN 3-85394-026-9.
- Sodom, Rhombus-Verlag, Wien 1978, ISBN 3-85394-016-1.
- Aus (Roman) (aus dem Rumänischen von Heidi Dumreicher), Suhrkamp, 1971[3]
- Unser Vater der Drache (Prosa) (aus dem Rumänischen von Heidi Dumreicher), Europaverlag, Wien/München[4]
- Cinste specială (Außergewöhnliche Ehre) (Gedichte), 1967[2]
- Până la dispariție (Bis zum Verschwinden) (Roman), 1969[2]
- Versuri (Gedichte), 1969[2]
- Nemaipomenitele pățanii ale lui Milorad de Bouteille (Die unheimlichen Ereignisse des Milorad de Bouteille) (Roman), 1970[2]
- Vulcaloborgul și frumoasa Beleponjă (Der Vulcaloborg und die schöne Beleponja) (Roman), Cartea Românească, 1971[2]